# Bulo Bulo
Bulo Bulo est une localité du département de Cochabamba en Bolivie située dans la province de Carrasco. Sa population s'élevait à 2 389 habitants en 2001.